# Synagoge (Neapel)

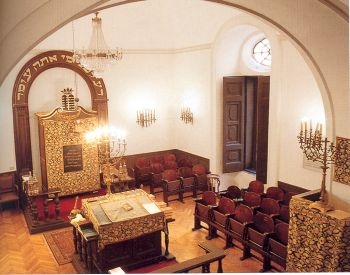
Innenansicht der Synagoge in Neapel

Die Synagoge in Neapel, der Hauptstadt der italienischen Region Kampanien, befindet sich im Palazzo Sessa, an der Straße Vico Santa Maria a Cappella Vecchia 31 im Viertel Chiaia.
Die Synagoge wurde im Jahr 1864 mit von Unterstützung von Adolphe Carl von Rothschild (1823–1900), Sohn von Carl Mayer von Rothschild, und Samuele Salomone Weil eingerichtet.